# Hyllestad
Hyllestad és un municipi situat al comtat de Vestland, Noruega. Té 1.395 habitants (2016) i la seva superfície és de 258,91 km². El centre administratiu del municipi és la població homònima.